# PDFtk
PDFtk (tên gọi ngắn gọn của PDF Toolkit) là một bộ phần mềm miễn phí, với công cụ PDF trong môi trường đa hệ điều hành cross-platform, chạy trên dòng lệnh để thao tác với tài liệu PDF.

## Tính năng
- PDFtk có thể chia ra từng phần, hòa trộn trang PDF, mã hóa, giải mã, in mờ Watermark, đóng dấu Stamp và quay trang PDF.
- PDFtk cũng có thể chèn vào hay lấy ra những dữ liệu đối với những biểu mẫu trong tài liệu PDF.
- Đính kèm & mở file đính kèm từ PDF
- Bung từ tài liệu PDF sang những trang tài liệu đơn giản.
- Khôi phục những phần của file PDF bị lỗi.

## Môi trường
PDFtk là một chương trình nhị phân Binary chạy độc lập Stand-alone được biên tập từ mã nguồn Java của iText sử dụng gcj không dùng.  PDFtk được viết trong C++. Nó không yêu cầu Java khi chạy.

## Giao diện
Chương trình chạy trên giao diện dòng lệnh. Giao diện chương trình trong Command Prompt: